# Qualificazioni al campionato europeo A di football americano 2023
Questa voce raccoglie un approfondimento sui risultati degli incontri e sulle classifiche per l'accesso alla fase finale del Campionato europeo A di football americano 2023.

## Squadre partecipanti
Hanno partecipato alle partite di qualificazione 12 squadre.
| Pr. | Squadra       | Data di iscrizione | Partecipante in quanto | Ultima partecipazione ad un campionato europeo |
| --- | ------------- | ------------------ | ---------------------- | ---------------------------------------------- |
| 1   | Italia        |                    |                        | Europa 2021                                    |
| 2   | Svezia        |                    |                        | Europa 2021                                    |
| 3   | Finlandia     |                    |                        | Europa 2021                                    |
| 4   | Francia       |                    |                        | Europa 2021                                    |
| 5   | Austria       |                    |                        | Europa 2021                                    |
| 6   | Danimarca     |                    |                        | Europa 2021                                    |
| 7   | Serbia        |                    |                        | Europa 2021                                    |
| 8   | Gran Bretagna |                    |                        | Europa 2021                                    |
| 9   | Russia        |                    |                        | Europa 2021                                    |
| 10  | Svizzera      |                    |                        | Europa 2021                                    |
| 11  | Rep. Ceca     |                    |                        | Europa 2021                                    |
| 12  | Ungheria      |                    |                        | Europa 2019-2021                               |

## Gruppi
| Divisione A   | Divisione B | Divisione C | Divisione D |
| ------------- | ----------- | ----------- | ----------- |
| Italia        | Svezia      | Finlandia   | Francia     |
| Gran Bretagna | Serbia      | Danimarca   | Austria     |
| Russia        | Svizzera    | Rep. Ceca   | Ungheria    |

## Calendario

### Divisione A
Gli incontri della Russia sono stati annullati

#### Incontri
| Arbitri: | Sala D. Parsons B. Griffiths Tomaz Camossa Zampedri F. Garlaschi |

| |           | |
| Gentili 3':05" Q1 (TD) 4yd run Barbaro Q1 (pat) Seck 9':02" Q2 (TD) 24yd pass from Zahradka Barbaro Q2 (pat) Seck 0':28" Q2 (TD) 29yd pass from Zahradka Barbaro Q2 (pat) Gerbino 3':18" Q4 (TD) 3yd pass from Zahradka Barbaro Q4 (pat) | Marcatori | Obi 7':23" Q1 (TD) 15yd run Lenkowski Q1 (pat) Obi 10':10" Q2 (TD) 1yd run Lenkowski Q2 (pat) Team 4':15" Q2 (saf) J. Hamilton 1':22" Q4 (TD) 21yd pass from Allsebrook Lenkowski Q4 (pat) |

#### Classifica
| Pos. | Squadra       | PCT   | G | V | P | PF | PS |
| ---- | ------------- | ----- | - | - | - | -- | -- |
| 1    | Italia        | 1.000 | 1 | 1 | 0 | 28 | 23 |
| 2    | Gran Bretagna | .000  | 1 | 0 | 1 | 23 | 28 |
| -    | Russia        | -     | - | - | - | -  | -  |

### Divisione B

#### Incontri
| Arbitri: | J. Kaya M. Eliasson H. von Sydow R. Hellgren A. Arsenijevic B. Westerbjork V. Davidov |

| |           | |
| Taborda 1':33" Q1 (TD) 7yd pass from P. Juhlin Gavelin-Miranda Q1 (pat) Diakiti 5':52" Q3 (TD) 0yd blocked punt return Gavelin-Miranda Q3 (pat) Diakiti 9':26" Q4 (TD) 0yd interception return Gavelin-Miranda Q4 (pat) | Marcatori | Bajalica 5':35" Q3 (TD) 68yd pass from Obradinović Stegnjaja Q1 (pat) Ikić 1':26" Q4 (TD) 14yd pass from Obradinović Stegnjaja Q4 (pat) |

| Basilea 16 ottobre 2022, ore 14:00 | Svizzera  | 6 – 31 (6-6 0-13 0-0 0-12) referto | Svezia | Stadion Rankhof (200 spett.) |
| Falk 11':39" Q1 ( TD ) 33yd interception return Marcatori Jallai 8':27" Q1 ( TD ) 57yd pass from P. Juhlin O. Lundberg 0':27" Q2 ( TD ) 5yd run Gavelin-Miranda Q2 ( pat ) Börzsei 0':11" Q2 ( TD ) 12yd pass from T. Nilsson Jallai 7':23" Q4 ( TD ) 17yd pass from P. Juhlin B. Prasopsin 6':50" Q4 ( TD ) 29yd interception return |           | |        |                              |
| |           | |        |                              |
| Falk 11':39" Q1 (TD) 33yd interception return | Marcatori | Jallai 8':27" Q1 (TD) 57yd pass from P. Juhlin O. Lundberg 0':27" Q2 (TD) 5yd run Gavelin-Miranda Q2 (pat) Börzsei 0':11" Q2 (TD) 12yd pass from T. Nilsson Jallai 7':23" Q4 (TD) 17yd pass from P. Juhlin B. Prasopsin 6':50" Q4 (TD) 29yd interception return |        |                              |

| Kragujevac 23 ottobre 2022, ore 14:00 | Serbia | 24 – 13 (0-0 10-7 7-6 7-0) | Svizzera | Sportski Centar Pampas |

#### Classifica
| Pos. | Squadra  | PCT   | G | V | P | PF | PS |
| ---- | -------- | ----- | - | - | - | -- | -- |
| 1    | Svezia   | 1.000 | 2 | 2 | 0 | 52 | 20 |
| 2    | Serbia   | .500  | 2 | 1 | 1 | 38 | 34 |
| 3    | Svizzera | .000  | 2 | 0 | 2 | 19 | 55 |

### Divisione C

#### Incontri
| Arbitri: | V. Lamminsalo Immonen J. Kalliokoski J. Lehtinen Toijala J. Holmberg T. Lindroos |

| |           | |
| Seppänen 6':35" Q1 (TD) 8yd pass from Urjansson Jauhiainen 9':33" Q2 (TD) 28yd pass from Urjansson Santtu Vehkomäki Q2 (tpc) pass from Urjansson T. Lehtonen 4':03" Q2 (TD) 11yd run Ojainväli Q2 (pat) Paakki 0':47" Q2 (TD) 8yd pass from Urjansson L. Pajarinen 10':37" Q3 (TD) 6yd run Pulkkinen Q3 (pat) Linnainmaa 5':09" Q3 (TD) 32yd pass from Urjansson Kyei 11':50" Q4 (TD) 38yd pass from Urjansson Jauhiainen 6':50" Q4 (TD) 23yd pass from Urjansson Pulkkinen Q4 (pat) L. Pajarinen 4':09" Q4 (TD) 38yd run Pulkkinen Q4 (pat) | Marcatori | Føns 11':45" Q3 (TD) 31yd pass from Bjerre Sørensen Q3 (pat) Jensen 8':47" Q3 (TD) 42yd pass from Bjerre |

| Arbitri: | Rosíval Immonen Kriesman Pachulski Márai Šimon Toijala |

|                                                                        |           | |
| Mráz 4':14" Q2 (TD) 7yd run Čermák Q2 (pat) Čermák 0':00" Q2 (FG) 40yd | Marcatori | T. Lehtonen 7':14" Q2 (TD) 6yd pass from Urjansson Pulkkinen Q2 (pat) Linnainmaa 2':40" Q2 (TD) 52yd pass from Urjansson Pulkkinen Q2 (pat) Santtu Vehkomäki 9':46" Q3 (TD) 21yd pass from Urjansson Pulkkinen Q3 (pat) Seppänen 3':39" Q3 (TD) 4yd pass from Urjansson Pulkkinen Q3 (pat) Jauhiainen 1':08" Q3 (TD) 10yd pass from Urjansson Pulkkinen Q3 (pat) Laalo 3':34" Q4 (TD) 42yd interception return Pulkkinen Q4 (pat) |

| Gentofte 29 ottobre 2022, ore 14:00 | Danimarca | 45 – 40 (14-7 14-7 3-6 14-20) referto | Rep. Ceca | Gentofte Sportspark (650 spett.) |
| Føns 11':42" Q1 ( TD ) 50yd pass from Bjerre Sørensen Q1 ( pat ) Bjerre 6':18" Q1 ( TD ) 1yd run Sørensen Q1 ( pat ) Sørensen 2':30" Q2 ( TD ) 10yd pass from Bjerre Sørensen Q2 ( pat ) Steinhauer 0':55" Q2 ( TD ) 47yd pass from Bjerre Sørensen Q2 ( pat ) Sørensen 5':07" Q3 ( FG ) 22yd Steinhauer 10':43" Q4 ( TD ) 19yd pass from Bjerre Sørensen Q4 ( pat ) Føns 9':34" Q4 ( TD ) 16yd pass from Bjerre Sørensen Q4 ( pat ) Marcatori Janota 1':12" Q1 ( TD ) 4yd pass from Mráz Šimečka Q1 ( pat ) Březina 1':18" Q2 ( TD ) 32yd run Šimečka Q2 ( pat ) Žouželka 7':58" Q3 ( TD ) 1yd run Woleský 2':50" Q4 ( TD ) 16yd pass from Stoklásek Šimečka Q4 ( pat ) Suchý 1':58" Q4 ( TD ) 22yd pass from Stoklásek Šimečka Q4 ( pat ) Janota 1':22" Q4 ( TD ) 6yd pass from Stoklásek |           | |           |                                  |
| |           | |           |                                  |
| Føns 11':42" Q1 (TD) 50yd pass from Bjerre Sørensen Q1 (pat) Bjerre 6':18" Q1 (TD) 1yd run Sørensen Q1 (pat) Sørensen 2':30" Q2 (TD) 10yd pass from Bjerre Sørensen Q2 (pat) Steinhauer 0':55" Q2 (TD) 47yd pass from Bjerre Sørensen Q2 (pat) Sørensen 5':07" Q3 (FG) 22yd Steinhauer 10':43" Q4 (TD) 19yd pass from Bjerre Sørensen Q4 (pat) Føns 9':34" Q4 (TD) 16yd pass from Bjerre Sørensen Q4 (pat) | Marcatori | Janota 1':12" Q1 (TD) 4yd pass from Mráz Šimečka Q1 (pat) Březina 1':18" Q2 (TD) 32yd run Šimečka Q2 (pat) Žouželka 7':58" Q3 (TD) 1yd run Woleský 2':50" Q4 (TD) 16yd pass from Stoklásek Šimečka Q4 (pat) Suchý 1':58" Q4 (TD) 22yd pass from Stoklásek Šimečka Q4 (pat) Janota 1':22" Q4 (TD) 6yd pass from Stoklásek |           |                                  |

#### Classifica
| Pos. | Squadra   | PCT   | G | V | P | PF  | PS  |
| ---- | --------- | ----- | - | - | - | --- | --- |
| 1    | Finlandia | 1.000 | 2 | 2 | 0 | 102 | 23  |
| 2    | Danimarca | .500  | 2 | 1 | 1 | 58  | 100 |
| 3    | Rep. Ceca | .000  | 2 | 0 | 2 | 50  | 87  |

### Divisione D

#### Incontri
| Marsiglia 9 ottobre 2022, ore 14:00 | Francia | 7 – 35 (0-11 0-17 0-0 7-7) | Austria | Stade Pierre Delort (2000 spett.) |

| Vienna 23 ottobre 2022, ore 13:00 | Austria | 41 – 0 (7-0 3-0 17-0 14-0) referto | Ungheria | Sportplatz Donaufeld (1432 spett.) |

| Budapest 5 novembre 2022, ore 13:30 | Ungheria | 2 – 9 (0-0 2-6 0-0 0-3) referto | Francia | Budapest Rugby Center (2270 spett.)\| Arbitro: \| Breznay \| |
| Arbitro:                            | Breznay  |                                 |         |                                                              |

#### Classifica
| Pos. | Squadra  | PCT   | G | V | P | PF | PS |
| ---- | -------- | ----- | - | - | - | -- | -- |
| 1    | Austria  | 1.000 | 2 | 2 | 0 | 76 | 7  |
| 2    | Francia  | .500  | 2 | 1 | 1 | 16 | 37 |
| 3    | Ungheria | .000  | 2 | 0 | 2 | 2  | 50 |

### Verdetti
- Italia, Svezia, Finlandia e Austria ammesse al tabellone principale.
- Gran Bretagna, Serbia, Danimarca e Francia ammesse al tabellone per i posti dal 5º all'8º.
- Svizzera, Rep. Ceca e Ungheria ammesse al tabellone per i posti dal 9º al 12º.

## Marcatori
Non noti i dati dei seguenti incontri:
- Serbia-Svizzera
- Divisione D

| Giocatore        | Naz.          | TD rush | TD recv | TD int | TD p.ret | TD k.ret | TD oth | Xp1 | Xp2 | FG | Saf | Totale |
| ---------------- | ------------- | ------- | ------- | ------ | -------- | -------- | ------ | --- | --- | -- | --- | ------ |
| Føns             | Danimarca     | 0       | 3       | 0      | 0        | 0        | 0      | 0   | 0   | 0  | 0   | 18     |
| Jauhiainen       | Finlandia     | 0       | 3       | 0      | 0        | 0        | 0      | 0   | 0   | 0  | 0   | 18     |
| Sørensen         | Danimarca     | 0       | 1       | 0      | 0        | 0        | 0      | 7   | 0   | 1  | 0   | 16     |
| Diakiti          | Svezia        | 0       | 0       | 1      | 0        | 0        | 1      | 0   | 0   | 0  | 0   | 12     |
| Jallai           | Svezia        | 0       | 2       | 0      | 0        | 0        | 0      | 0   | 0   | 0  | 0   | 12     |
| Janota           | Rep. Ceca     | 0       | 2       | 0      | 0        | 0        | 0      | 0   | 0   | 0  | 0   | 12     |
| T. Lehtonen      | Finlandia     | 1       | 1       | 0      | 0        | 0        | 0      | 0   | 0   | 0  | 0   | 12     |
| Linnainmaa       | Finlandia     | 0       | 2       | 0      | 0        | 0        | 0      | 0   | 0   | 0  | 0   | 12     |
| Obi              | Gran Bretagna | 2       | 0       | 0      | 0        | 0        | 0      | 0   | 0   | 0  | 0   | 12     |
| L. Pajarinen     | Finlandia     | 2       | 0       | 0      | 0        | 0        | 0      | 0   | 0   | 0  | 0   | 12     |
| Seck             | Italia        | 0       | 2       | 0      | 0        | 0        | 0      | 0   | 0   | 0  | 0   | 12     |
| Seppänen         | Finlandia     | 0       | 2       | 0      | 0        | 0        | 0      | 0   | 0   | 0  | 0   | 12     |
| Steinhauer       | Danimarca     | 0       | 2       | 0      | 0        | 0        | 0      | 0   | 0   | 0  | 0   | 12     |
| Pulkkinen        | Finlandia     | 0       | 0       | 0      | 0        | 0        | 0      | 8   | 0   | 0  | 0   | 8      |
| Santtu Vehkomäki | Finlandia     | 0       | 1       | 0      | 0        | 0        | 0      | 0   | 1   | 0  | 0   | 8      |
| Bajalica         | Serbia        | 0       | 1       | 0      | 0        | 0        | 0      | 0   | 0   | 0  | 0   | 6      |
| Bjerre           | Danimarca     | 1       | 0       | 0      | 0        | 0        | 0      | 0   | 0   | 0  | 0   | 6      |
| Börzsei          | Svezia        | 0       | 1       | 0      | 0        | 0        | 0      | 0   | 0   | 0  | 0   | 6      |
| Březina          | Rep. Ceca     | 1       | 0       | 0      | 0        | 0        | 0      | 0   | 0   | 0  | 0   | 6      |
| Falk             | Svizzera      | 0       | 0       | 1      | 0        | 0        | 0      | 0   | 0   | 0  | 0   | 6      |
| Gentili          | Italia        | 1       | 0       | 0      | 0        | 0        | 0      | 0   | 0   | 0  | 0   | 6      |
| Gerbino          | Italia        | 0       | 1       | 0      | 0        | 0        | 0      | 0   | 0   | 0  | 0   | 6      |
| J. Hamilton      | Gran Bretagna | 0       | 1       | 0      | 0        | 0        | 0      | 0   | 0   | 0  | 0   | 6      |
| Ikić             | Serbia        | 0       | 1       | 0      | 0        | 0        | 0      | 0   | 0   | 0  | 0   | 6      |
| Jensen           | Danimarca     | 0       | 1       | 0      | 0        | 0        | 0      | 0   | 0   | 0  | 0   | 6      |
| Kyei             | Finlandia     | 0       | 1       | 0      | 0        | 0        | 0      | 0   | 0   | 0  | 0   | 6      |
| Laalo            | Finlandia     | 0       | 0       | 1      | 0        | 0        | 0      | 0   | 0   | 0  | 0   | 6      |
| O. Lundberg      | Svezia        | 1       | 0       | 0      | 0        | 0        | 0      | 0   | 0   | 0  | 0   | 6      |
| Mraz             | Rep. Ceca     | 1       | 0       | 0      | 0        | 0        | 0      | 0   | 0   | 0  | 0   | 6      |
| Paakki           | Finlandia     | 0       | 1       | 0      | 0        | 0        | 0      | 0   | 0   | 0  | 0   | 6      |
| B. Prasopsin     | Svezia        | 0       | 0       | 1      | 0        | 0        | 0      | 0   | 0   | 0  | 0   | 6      |
| Suchý            | Rep. Ceca     | 0       | 1       | 0      | 0        | 0        | 0      | 0   | 0   | 0  | 0   | 6      |
| Taborda          | Svezia        | 0       | 1       | 0      | 0        | 0        | 0      | 0   | 0   | 0  | 0   | 6      |
| Woleský          | Rep. Ceca     | 0       | 1       | 0      | 0        | 0        | 0      | 0   | 0   | 0  | 0   | 6      |
| Žouželka         | Rep. Ceca     | 1       | 0       | 0      | 0        | 0        | 0      | 0   | 0   | 0  | 0   | 6      |
| Barbaro          | Italia        | 0       | 0       | 0      | 0        | 0        | 0      | 4   | 0   | 0  | 0   | 4      |
| Čermák           | Rep. Ceca     | 0       | 0       | 0      | 0        | 0        | 0      | 1   | 0   | 1  | 0   | 4      |
| Gavelin-Miranda  | Svezia        | 0       | 0       | 0      | 0        | 0        | 0      | 4   | 0   | 0  | 0   | 4      |
| Šimečka          | Rep. Ceca     | 0       | 0       | 0      | 0        | 0        | 0      | 4   | 0   | 0  | 0   | 4      |
| Lenkowski        | Gran Bretagna | 0       | 0       | 0      | 0        | 0        | 0      | 3   | 0   | 0  | 0   | 3      |
| Stegnjaja        | Serbia        | 0       | 0       | 0      | 0        | 0        | 0      | 2   | 0   | 0  | 0   | 2      |
| Team             | Gran Bretagna | 0       | 0       | 0      | 0        | 0        | 0      | 0   | 0   | 0  | 1   | 2      |
| Ojainväli        | Finlandia     | 0       | 0       | 0      | 0        | 0        | 0      | 1   | 0   | 0  | 0   | 1      |

## Passer rating
Non noti i dati dei seguenti incontri:
- Serbia-Svizzera
- Divisione D

La classifica tiene in considerazione soltanto i quarterback con almeno 10 lanci effettuati.
| Giocatore           | Naz.          | G | Att | Comp | Int | Yds | TD | NFL    | NCAA   |
| ------------------- | ------------- | - | --- | ---- | --- | --- | -- | ------ | ------ |
| Urjansson           | Finlandia     | 2 | 59  | 37   | 2   | 664 | 11 | 126,69 | 211,99 |
| P. Juhlin           | Svezia        | 2 | 18  | 13   | 2   | 213 | 2  | 109,03 | 186,07 |
| Bjerre              | Danimarca     | 2 | 62  | 40   | 1   | 595 | 7  | 126,75 | 179,16 |
| Obradinović         | Serbia        | 1 | 16  | 12   | 2   | 165 | 2  | 107,55 | 177,88 |
| Zahradka            | Italia        | 1 | 48  | 35   | 0   | 416 | 3  | 119,79 | 166,34 |
| T. Nilsson          | Svezia        | 1 | 21  | 12   | 1   | 146 | 2  | 90,58  | 137,45 |
| Allsebrook          | Gran Bretagna | 1 | 29  | 16   | 0   | 230 | 1  | 92,60  | 133,17 |
| Stoklásek           | Rep. Ceca     | 2 | 28  | 16   | 4   | 185 | 3  | 73,36  | 119,43 |
| Mraz                | Rep. Ceca     | 2 | 26  | 11   | 1   | 119 | 1  | 29,65  | 54,98  |
| Leibundgut          | Svizzera      | 1 | 7   | 2    | 1   | 21  | 0  |        |        |
| L. Allotey          | Svizzera      | 1 | 4   | 1    | 0   | 4   | 0  |        |        |
| Schwartz-Kristensen | Danimarca     | 1 | 4   | 0    | 0   | 0   | 0  |        |        |
| Fekete              | Serbia        | 1 | 2   | 0    | 0   | 0   | 0  |        |        |
| S. Bloomfield       | Gran Bretagna | 1 | 1   | 0    | 0   | 0   | 0  |        |        |
| S. Huxtable         | Gran Bretagna | 1 | 1   | 1    | 0   | 1   | 0  |        |        |
| Sørensen            | Danimarca     | 1 | 1   | 0    | 0   | 0   | 0  |        |        |
| Đokić               | Serbia        | 1 | 0   | 0    | 0   | 0   | 0  |        |        |
| Team                | Rep. Ceca     | 2 | 0   | 0    | 0   | -22 | 0  |        |        |
| Team                | Finlandia     | 1 | 0   | 0    | 0   | -8  | 0  |        |        |